# Krystyna Beniger

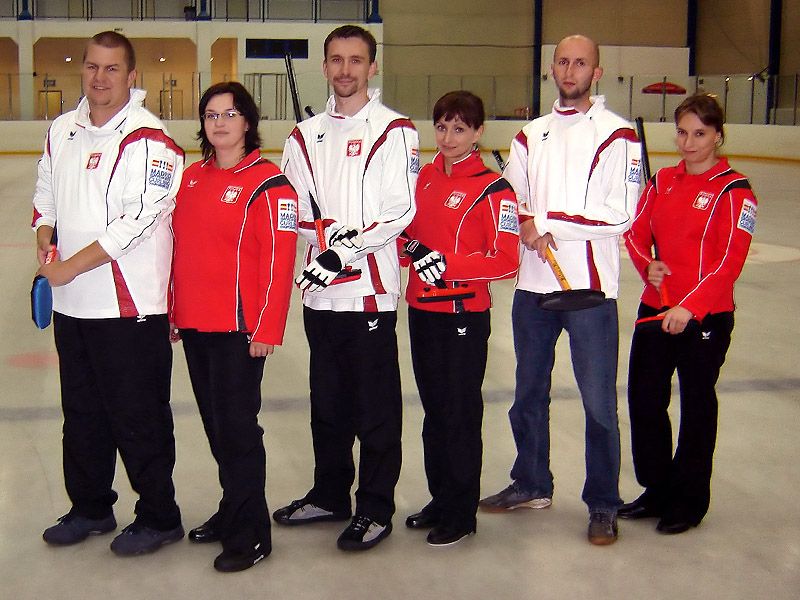
Reprezentacja Polski na MEM 2007,
Krystyna Beniger pierwsza po prawej

Krystyna Beniger (ur. 18 lutego 1978 w Warszawie) – polska curlerka, trzykrotna mistrzyni Polski. Aktualnie gra na leadzie w drużynie RKC Curlik Ruda Śląska „PZC”, dowodzonej przez Martę Szeligę-Frynię.
Beniger w curling zaczęła grać w 2004, w tym samym roku jako skip zespołu z City Curling Club triumfowała w pierwszych mistrzostwach Polski w curlingu. W finale warszawianki pokonały 7:2 ekipę Eweliny Czech z Krynickiego Klub Curlingowego Nikifor.
W grudniu 2004 reprezentacja Polski po raz pierwszy wystąpiła w Mistrzostwach Europy. Debiutantki wygrały dwa a przegrały trzy mecze, uplasowały się na 4. miejscu w podgrupie B grupy B. W klasyfikacji ogólnej zajęły 17. pozycję ex aequo z Angielkami. Pod koniec sezonu Beniger była skipem drużyny mikstowej w MP, zdobyła brązowy medal wygrywając 5:4 mały finał przeciwko ekipie Rafała Janowskiego.
Pod koniec 2005 zespół Krystyny Beniger wygrywając wszystkie 6 spotkań obronił tytuł mistrzowski na arenie krajowej. W Mistrzostwach Europy 2005 Polki wygrały tylko jedno spotkanie, otwierający mecz przeciwko Słowacji (Barbora Bugarova). Z bilansem gier 1-5 reprezentacja Polski została sklasyfikowana na 21. miejscu. W kwietniu 2006 w mistrzostwach Polski zespół z City CC nie powtórzył wcześniejszych sukcesów, stanął jednak na najniższym stopniu podium.
Kolejne mistrzostwa kraju przyniosły spadek o jedną pozycję, zespół Cocktail uległ 3:11 ekipie ze Śląskiego Klubu Curlingowego dowodzonej przez Justynę Zalewską. Krystyna została rezerwową na Mistrzostwach Europy Mikstów 2007. Wygrywając jedno spotkanie Polacy zajęli wówczas 22. miejsce.
W 2008 Beniger w MP zajęła 5.miejsce. Przegrała również baraż o awans do turnieju kwalifikacyjnego do ME, z wynikiem 4:8 lepsze były zawodniczki AZS Gliwice Dzwoneczki (Elżbieta Ran). W kategorii mikstowej mistrzostw Polski 2008 zdobyła srebrne medale, zespół Macieja Cesarza, którego była częścią przegrał w finale z Martą Szeligą-Frynią.
W sezonie 2009/2010 drużyna zaczęła reprezentować  MKS Axel z Torunia. Wygrywając 9:6 z MCC Warszawa (Agnieszka Ogrodniczek) Beniger zdobyła mistrzostwo Polski 2009. PZC przed turniejem zmienił zasady tworzenia reprezentacji na Mistrzostwa Europy, szkoleniowiec Markku Uusipaavalniemi do kadry narodowej wybrał jedynie juniorki. Zajęła drugie miejsce w turnieju kwalifikacyjnym do ME mikstów 2009, była wówczas trzecią w zespole Macieja Cesarza. Po roku kobieca drużyna Cocktail uplasowała się tuż za podium MP. W następnych turniejach mistrzowskich zespół Beniger zrezygnował z uczestnictwa.
W 2012 Krystyna Beniger opuściła zespół MKS Coctail, dołączyła na pierwszą pozycję do zespołu RKC Curlik Ruda Śląska „Prawdziwe Zawodniczki Curlingu” (Marta Szeliga-Frynia). Nowa ekipa dotarła do finału Mistrzostw Polski 2012, z wynikiem 6:8 lepsze były zawodniczki AZS Gliwice (Elżbieta Ran).
Bierze również udział w rywalizacji par mieszanych, w latach 2008 i 2009 w parze z Rymwidem Błaszczakiem zdobyła brązowe medale mistrzostw kraju. Krystyna jest także trenerem, pełniła tę funkcję podczas Europejskiego Challenge'u Juniorów, gdzie młodzi Polacy zajęli 5. miejsce.
Krystyna Beniger ukończyła filologię polską na Uniwersytecie Warszawskim.

## Drużyna
|           | Czwarta              | Trzecia           | Druga             | Otwierająca           |
| --------- | -------------------- | ----------------- | ----------------- | --------------------- |
| obecnie   | Marta Szeliga-Frynia | Barbara Karwat    | Magdalena Muskus  | Krystyna Beniger      |
| 2011      | Krystyna Beniger     | Anna Fijałkowska  | Katarzyna Selwant | Magdalena Dobiszewska |
| 2008/2010 | Krystyna Beniger     | Katarzyna Selwant | Anna Fijałkowska  | Magdalena Dobiszewska |
| 2004/2007 | Krystyna Beniger     | Karolina Florek   | Anna Fijałkowska  | Katarzyna Selwant     |

Drużyny mikstowe
|                 | Czwarty/-a       | Trzeci/-a        | Drugi/-a           | Otwierający/-a |
| --------------- | ---------------- | ---------------- | ------------------ | -------------- |
| MP 2008 MP 2009 | Maciej Cesarz    | Krystyna Beniger | Maciej Cylupa      | Barbara Karwat |
| MP 2007         | Maciej Cesarz    | Krystyna Beniger | Ziemowit Ostrowski | Barbara Karwat |
| MP 2006         | Maciej Cesarz    | Krystyna Beniger | Damian Herman      | Barbara Karwat |
| MP 2005         | Krystyna Beniger | Paweł Kubik      | Anna Fijałkowska   | Andrzej Smak   |